# Volle Zalen
Volle Zalen is een cultureel televisieprogramma van de AVROTROS dat wordt uitgezonden op NPO 2. Het programma wordt gepresenteerd door Cornald Maas.

## Opzet
Volle Zalen startte in 2016. Aanvankelijk gaf het een kijkje achter de schermen van de Nederlandse theaterwereld en kwamen er in een aflevering meerdere producties en onderwerpen aan bod. Vanaf het najaar van 2017 wijzigde de opzet en draaide elke aflevering om een theaterpersoonlijkheid. In deze opzet werden de onderstaande personen geportretteerd, waarbij de focus zowel ligt op hun carrière als op hun levensloop.

### Gasten 2017[3]
- Hans van Manen
- Harrie Jekkers (over zijn jarenlange leven uit de schijnwerpers en zijn terugkeer op het podium)
- Jacob Derwig
- Simone Kleinsma
- Youp van 't Hek
- Claudia de Breij

### Gasten 2018 (1)[4]
- Thomas Acda
- Arjan Ederveen
- Romana Vrede
- Dave von Raven
- Wende Snijders
- Paul van Vliet

### Gasten 2018 (2)[5]
- Bram van der Vlugt (o.a. over zijn jeugd in de oorlogsjaren, uitzending werd herhaald als in memoriam)
- Ilse DeLange
- Majd Mardo (o.a. over zijn verleden als vluchteling)
- Brigitte Kaandorp
- Igone de Jongh
- Peter Koelewijn

### Gasten 2019[6]
- Loes Luca (n.a.v. haar hoofdrol in Mi Vida)
- Huub van der Lubbe
- Jack Wouterse
- Ivo van Hove
- Freek de Jonge
- Alex Klaasen (portret vanuit de Efteling, die hij in zijn jeugd veelvuldig bezocht)
- Herman Finkers (n.a.v. de film De beentjes van Sint-Hildegard)

### Gasten 2020[7]
- Special: Herman van Veen, ter ere van zijn 75ste verjaardag[8]
- Danny Vera
- Jeroen van Merwijk (o.a. over zijn ziekte en naderende dood)
- Olga Zuiderhoek (o.a. over haar eigen coronabesmetting)
- Hans Kesting (o.a. over zijn moeizame jeugd en zijn tijd op de Toneelacademie Maastricht)
- Jenny Arean (o.a. over haar worsteling met ouderdom)
- Hans Dorrestijn

### Gasten 2021[9]
- Sanne Hans
- Nasrdin Dchar
- Hadewych Minis
- Paul Haenen
- Barrie Stevens
- Hans Croiset

### Gasten voorjaar 2022
In het voorjaar van 2022 werden drie speciale afleveringen uitgezonden:
- Joop van den Ende, ter ere van zijn 80ste verjaardag
- Jan Rot, n.a.v. zijn ongeneeslijk ziek zijn
- Joke Bruijs, ter ere van haar 70ste verjaardag

### Gasten najaar 2022[12]
- Gijs Scholten van Aschat
- Tania Kross
- Frédérique Spigt
- Adelheid Roosen
- Peter Pannekoek
- Kerstspecial: Joost Prinsen, ter ere van zijn 80ste verjaardag[13]

### Gasten voorjaar 2023[14]
- Dotan
- Karin Bloemen
- Stef Bos
- Willeke van Ammelrooy

### Gasten najaar 2023[15]
- Richard Groenendijk
- Alexandra Radius en Han Ebbelaar
- Saman Amini
- Karsu Dönmez

### Gasten voorjaar 2024[16]
- Francis van Broekhuizen
- Sanne Wallis de Vries
- Sven Ratzke
- Gerard van Maasakkers

### Gasten najaar 2024[17]
- Diederik Ebbinge
- Renée Soutendijk
- Plien van Bennekom en Bianca Krijgsman
- Soundos El Ahmadi

### Gasten voorjaar 2025[18]
- Pia Douwes
- Dave
- Sara Kroos
- Thomas van Luyn